# App Store
App Store è il l'app store ufficiale di Apple, che permette agli utenti di cercare e scaricare applicazioni per iPhone, iPad e Macintosh.
Le app possono essere sia gratuite che a pagamento. Le app sono suddivise in categorie a seconda del contenuto che offrono e sono anche indicizzate per data. Inoltre possono ricevere uno o più aggiornamenti da parte dello sviluppatore.
Si possono votare le app, con un giudizio da una a cinque stelle, e recensirle, con un testo che sarà leggibile pubblicamente: accrescimento conoscitivo lato-utente (valutazione) e lato-sviluppatore (feedback).
L'app App Store propone cinque sezioni:
     Oggi: la pagina del giorno, aggiornata quotidianamente.
     Giochi: la raccolta di giochi.
     App: le applicazioni suddivise per categoria.
     Arcade: i giochi accessibili tramite abbonamento.
     Cerca: la ricerca delle app per nome.

## Storia
L'App Store è stato inaugurato il 10 luglio 2008 con le prime 500 app.
Al 29 marzo 2025 erano presenti in App Store 2,29 milioni di applicazioni.
Ogni anno Apple annuncia gli App Store Award, eleggendo i vincitori tra i giochi migliori per iPhone, iPad e Mac.
Con iOS 13 è disponibile il servizio in abbonamento Apple Arcade, con il quale si possono scaricare giochi pagando un abbonamento mensile.
Con IOS 15, Apple fa esordire gli eventi in-app: veri e propri eventi in programma nelle app e nei giochi, molto coinvolgenti per gli utenti di App Store.
Inoltre, fa debuttare i widget App Store: finalmente sono usufruibili sulla schermata Home del dispositivo. I widget dell'App Store sono riquadri interattivi che, aggiunti alla schermata Home del dispositivo, consentono di accedere rapidamente a informazioni specifiche.

## macOS
L'App Store di macOS (precedentemente chiamato Mac App Store), è stato annunciato per la prima volta il 20 ottobre 2010 all'evento Back to the Mac tenuto dal CEO Apple Steve Jobs. Dal 3 dicembre 2010, gli sviluppatori hanno iniziato a inviare le loro applicazioni in vista della futura pubblicazione sul Mac App Store, distribuito il 6 gennaio 2011 come parte dell'aggiornamento a OS X Snow Leopard.
In un comunicato ufficiale di Apple è stato annunciato che, in sole 24 ore dal lancio, il Mac App Store ha superato il milione di download, con oltre 1 000 applicazioni immediatamente disponibili. A fine aprile 2012 il negozio ha raggiunto le 10 000 applicazioni scaricabili.
A ottobre 2014, le applicazioni disponibili si erano quadruplicate: circa 40 000. A novembre dello stesso anno, Apple ha ridisegnato il Mac App Store con una grafica più flat per riflettere lo stile introdotto con OS X Yosemite.
Simile all'App Store disponibile per i dispositivi iOS, Apple ha adottato diverse restrizioni anche per il Mac App Store. Prima di poter essere acquistate, le applicazioni devono essere preventivamente approvate dalla stessa Apple.
Fino a macOS High Sierra, è possibile scaricare la nuova versione del sistema operativo e gli aggiornamenti di sistema direttamente dall'App Store.
Con l'arrivo di macOS Mojave, l'App Store viene totalmente ridisegnato, introducendo nuove sezioni e un nuovo layout. Scompaiono, inoltre, gli aggiornamenti del sistema, che tornano nel menu Preferenze di Sistema del Mac.

## Applicazioni disponibili e scaricate

Marchio riservato alle applicazioni disponibili su App Store.

Il 10 luglio 2008, il CEO Steve Jobs ha dichiarato ai microfoni di Usa Today che l'App Store conteneva 500 applicazioni di terze parti per iPhone e iPad.. L'11 luglio 2008, l'App Store viene aperto permettendo agli utenti di acquistare le applicazioni tramite il proprio dispositivo. Nella prima settimana sono state scaricate 10 milioni di applicazioni.
Il 16 gennaio 2009, Apple ha annunciato sul proprio sito web di aver raggiunto il traguardo di 500 milioni di applicazioni scaricate. La miliardesima applicazione è stata scaricata il 23 aprile 2009.
Le applicazioni possono anche essere rimborsate, se la richiesta è ritenuta congruente da Apple. Per riportare un problema, Apple ha una sezione appositamente dedicata.
Nel 2022 la spesa per gli abbonamenti su App Store ha superato i giochi mobili.

## Formato delle applicazioni
IPA è il formato di file usato per le applicazioni dell'App Store. I file IPA sono file eseguibili associati ad una app iOS, questo significa che ogni app che risiede nella App Store ha un file con estensione IPA associato.
Di solito è criptato con la tecnologia FairPlay DRM. Questi file possono essere installati su iPhone, iPod o iPad. I file IPA possono essere decompressi rinominando l'estensione in .zip e estraendone il contenuto.

## Download
| Date              | Applicazioni disponibili | Download accumulati | Media di download per applicazione |
| ----------------- | ------------------------ | ------------------- | ---------------------------------- |
| 12 settembre 2012 | 700 000+                 | 35 000 000+         | ~50 000                            |
| 28 gennaio 2013   | 800 000+                 | 40 000 000+         | 50 000                             |
| 23 aprile 2013    | 825 000+                 | 45 000 000+         | 50 000                             |
| 16 maggio 2013    | 850 000+                 | 50 000 000+         | 50 000                             |
| 10 giugno 2013    | 900 000+                 | 50 000 000+         | 50 000                             |
| 22 ottobre 2013   | 1 000 000+               | 60 000 000+         | 60 000                             |
| 2 giugno 2014     | 1 200 000+               | 75 000 000+         | 62 500                             |
| 9 settembre 2014  | 1 300 000+               | 75 000 000+         | 62 500                             |
| 16 gennaio 2015   | 1 400 000+               | 75 000 000+         | 62 500                             |
| 8 giugno 2015     | 1 400 000+               | 100 000 000+        | 62 500                             |
| 13 giugno 2016    | 2 000 000+               | 130 000 000+        | 62 500                             |

Inoltre Apple ha indetto un concorso con rispettivi premi in gadget per il miliardesimo download.
Il concorso è stato vinto da un ragazzo tredicenne di Weston che ha scaricato la miliardesima applicazione ed ha ricevuto in premio una Apple Gift Card da 10 000 dollari, un iPod touch, una Time Capsule e un MacBook Pro. Nel giugno 2010 Apple ha dichiarato che gli sviluppatori hanno guadagnato più di un miliardo di dollari dalla vendita delle applicazioni.
Sempre su App Store è stato raggiunto, il 22 gennaio 2011 alle ore 11:26 (CET), il decimiliardesimo download di una App per iPad, iPhone o iPod touch. Il concorso - che metteva in palio 10 000 dollari in Apple Gift Card – è stato vinto da Gail Davis di Orpington, nel Regno Unito.
Il 2 marzo 2012, App Store ha registrato la 25 miliardesima applicazione scaricata. Ad aggiudicarsi la consuetudinaria Apple Gift Card da 10 000 dollari è stato il cinese Chunli Fu, scaricando l'app Dov'è la mia acqua? (Where's My Water?).
Nel 2012 da parte di Adeven è stato studiato come l'elevatissimo numero di applicazioni presenti tenda ad offuscare quasi il 60% delle applicazioni presenti e che non vengono scaricate neanche 1 volta.
Il 16 maggio 2013, dopo un conto alla rovescia durato diversi giorni, l'App Store ha contato la 50 miliardesima app scaricata nel mondo. Il primo premio per lo storico traguardo è stato l'abituale iTunes Gift Card da 10 000 dollari. I successivi 49 download sono stati premiati con altrettante iTunes Gift Card dal valore di 500 dollari ciascuna. Il vincitore è stato un ragazzo dell'Ohio e l'app numero 50 000 000 000 in questione è stata Say the Same Thing.

## Età raccomandate
Apple in base al contenuto delle applicazioni stabilisce l'età opportuna. Dal firmware 3.0 l'iPhone permette di bloccare le applicazioni tramite le restrizioni.
| Simbolo | Età | Descrizione |
| ------- | --- | --- |
|         | 4+  | Non contiene materiale inappropriato. |
|         | 9+  | Potrebbe contenere rara o infrequente violenza di cartoni, fantasia o realistica, e infrequenti temi di horror che potrebbero non essere adatti a bambini al di sotto di 9 anni.        |
|         | 12+ | Potrebbe anche contenere rara o infrequente violenza di cartoni, fantasia o realistica, e infrequenti temi di horror che potrebbero non essere adatti a bambini al di sotto di 12 anni. |
|         | 17+ | Potrebbe contenere frequenti scene di horror, contenuto sessuale, nudità, alcool, tabacco e droghe, che potrebbero non essere adatti a ragazzi sotto i 17 anni.                         |

Tutte le applicazioni che funzionano tramite un browser, come ad esempio Facebook, sono state classificate da Apple con 17+ a causa dei contenuti accessibili su Internet.